# Rosengarten, Baden-Württemberg
Rosengarten är en kommun i Landkreis Schwäbisch Hall i regionen Heilbronn-Franken i Regierungsbezirk Stuttgart i förbundslandet Baden-Württemberg i Tyskland. Kommunen bildades 1 januari 1972 genom en sammanslagning av kommunerna Rieden, Uttenhofen och Westheim.
Kommunen ingår i kommunalförbundet Schwäbisch Hall tillsammans med staden Schwäbisch Hall kommunerna Michelfeld och Michelbach an der Bilz.